# Jean-Joseph Page
Jean-Joseph Page (Onnens, 1791 - Fribourg, 3 januari 1863) was een Zwitsers advocaat, rechter en politicus voor de linkse radicalen uit het kanton Fribourg. Hij zetelde van 1848 tot 1851 in de Kantonsraad.

## Biografie
Na zijn schooltijd aan het Collège Saint-Michel in Fribourg studeerde Jean-Joseph Page rechten in Parijs. In 1826 werd hij advocaat in Bulle en vanaf 1856 in Fribourg. Van 1831 tot 1847 was hij ook voorzitter van de rechtbank van Bulle. Hij was ook plaatsvervangend rechter (1831-1847) en later rechter (1847-1857) in de kantonnale rechtbank van Fribourg. Hij was tevens lid van de constituante in dit kanton in 1830 en zetelde van 1831 tot 1856 in de Grote Raad van Fribourg. In 1848 was hij even lid van de Tagsatzung. Vervolgens was hij van 6 november 1848 tot 30 november 1851 lid van de Kantonsraad, samen met André Castella.
Tussen 1856 en 1863 was hij ook lid van de toezichtscommissie op de Caisse hypothécaire cantonale. Als liberaal was hij een tegenstander van de Sonderbund en pleitte hij voor de regularisatie van de hypothecaire kredietmarkt en voor de oprichting van een hypotheekkas ten voordele van de landbouw.